# Just BASIC
Just BASIC é um dialeto da linguagem de programação BASIC, de 32 bits. Ele é a versão gratuita de seu projeto irmão Liberty BASIC. Ela foi criada pela Shoptalk Systems.

## Sintaxe
Como o título sugere e como são a maioria dos dialetos de BASIC, a sintaxe é muito simples e fácil de aprender. Programadores têm achado isso extremamente efetivo na criação de programas e jogos, por causa disso. Abaixo temos uma lista de alguns comandos simples:
- PRINT (ou I/O ou IO) - Imprime textos para a tela;
- GOTO - Instrui o computador à criar uma variável para pular para outro ponto no programa, especificado por um “rótulo” (label);
- LET - Permite ao programador criar uma variável igual à outra variável ou fazer cálculos matemáticos.

```
let v$ = "hello"

```

ou:
```
v$ = "hello"

```

## A interface GUI
Just BASIC também permite a construção de GUIs.
Esta é um aplicativo open source o qual o próprio código fonte vem na instalação e se encontra na pasta padrão da linguagem. O que lhe permite modificá-lo, ou usar o código para outros propósitos.

## Compilação
Just BASIC automaticamente compila o programa ativo em execução. Para distribuir um programa, o programador tem que “tokenizar” um programa, compilando o mesmo em bytecode. O arquivo “tokenizado” é executado pelo interpretador incluso, que é chamado jbrun101.exe, na versão atual.

## Diferências entre Just BASIC e Liberty BASIC
Aqui estão algumas diferências entre Just BASIC e Liberty BASIC:
- Liberty BASIC suporta chamadas de APIs;
- Liberty BASIC pode customizar dialogos, por meio da escolha das fontes e cores;
- Liberty BASIC pode ter um POPUPMENU que implementa um menu de click-direito do mouse;
- Liberty BASIC tem um comando interno SORT;
- Liberty BASIC custa US$49,95 pela versão GOLD, ou US$29,99 pela versão SILVER, a qual não permite a compilação de programas;
- a IDE do Liberty BASIC possui uma função “rápido salto” que leva rapidamente o cursor até uma função ou rótulo;
- Liberty BASIC suporta um add-on chamado Assist[1], que inclui ferramentas extras, como manipulador de projeto, versonificação do código fonte, e mais. Este add-on custa US$49,95.

De qualquer forma, muitos recursos adicionais para Just BASIC pode ser completado pelo VBScript. O código para esses recursos podem ser achados no fórum do Just BASIC.

## Licença de uso
O Just BASIC pode ser usado para propósito comercial, com as seguintes condições:
- Que os únicos arquivos (que são da autoria da Shoptalk Systems) à serem distribuídos, sejam:
  - vbas31w.sll
  - vgui31w.sll
  - voflr31w.sll
  - vthk31w.dll
  - vtk1631w.dll
  - vtk3231w.dll
  - vvm31w.dll
  - vvmt31w.dll
  - jbrun101.exe
- Que o nome do arquivo JBRUN101.EXE, seja mudado para outro qualquer.